# قرار مجلس الأمن التابع للأمم المتحدة رقم 310
قرار مجلس الأمن التابع للأمم المتحدة رقم 310، الصادر في 4 فبراير 1972، بعد إعادة تأكيد القرارات السابقة بشأن هذا الموضوع، أدان بشدة التدابير القمعية ضد العمال الأفارقة في ناميبيا ودعا جميع الدول والشركات العاملة في ناميبيا إلى استخدام كل الوسائل المتاحة لضمان توافق العمليات هناك مع الإعلان العالمي لحقوق الإنسان.
واختتم المجلس بإدانة جنوب أفريقيا لاستمرار وجود قوات الشرطة والجيش فيها، وقرر أنه إذا لم تلتزم جنوب أفريقيا بهذا القرار، فإنه سيجتمع على الفور لاتخاذ قرار بشأن الخطوات والتدابير الفعالة لتنفيذها، وطلب من الأمين العام تقرير للمجلس في موعد لا يتجاوز 31 يوليو.
اعتمد القرار بأغلبية 13 صوتاً. امتنعت فرنسا والمملكة المتحدة عن التصويت.